# Missione speciale Lady Chaplin
Missione speciale Lady Chaplin è un film del 1966 diretto da Alberto De Martino. È una pellicola del filone del fantaspionaggio ed è una coproduzione tra Italia, Francia e Spagna.
È il seguito dei film Agente 077 missione Bloody Mary e Agente 077 dall'Oriente con furore, entrambi girati nel 1965.

## Trama
L'agente della CIA Dick Malloy viene incaricato dal suo capo di indagare sul ritrovamento di una piastrina di riconoscimento di un membro dell'equipaggio del sottomarino nucleare USS Thresher, misteriosamente scomparso tempo prima. Per fare questo va da Zoltan, un magnate nel campo del recupero di relitti sottomarini: l'uomo gli dice che il recupero è impossibile, mentre in realtà ha già recuperato i missili UGM-27 Polaris che erano a bordo per conto suo per poterli poi rivendere ad una potenza straniera. Malloy allora indaga per conto suo, dovendo affrontare Zoltan e i suoi scagnozzi.

## Distribuzione
Distribuito a partire dal 12 agosto 1966.

## Colonna sonora
- Il brano che accompagna i titoli del film Lady Chaplin, del maestro Bruno Nicolai, è interpretato da Bobby Solo.